# Bruce H. Mann
Bruce Hartling Mann (27 d'abril de 1950) és professor de dret Carl F. Schipper, Jr. a Harvard Law School. És un historiador legal que investiga la relació entre els canvis legals, socials i econòmics als inicis dels Estats Units. Va començar a ensenyar a Harvard Law School el 2006, després de ser professor Leon Meltzer de dret i professor d'història a la University of Pennsylvania Law School.
Mann es va graduar de Hingham High School a Hingham (Massachusetts). Té el grau A.B. i A.M. de la Universitat Brown (1972) i M.Phil,, J.D., i Ph.D. de la Universitat Yale (1975,1975 i 1977, respectivament). La seva dissertació es titula "Racionalitat, Canvi Legal i Comunitat a Connecticut, 1690-1760". Mann té llicència per practicar dret a Connecticut des del 1975.
Després de graduar-se, va ensenyar a la University of Connecticut School of Law, Universitat Washington a Saint Louis, Universitat de Houston, Universitat de Texas, Universitat de Michigan i al departament d'història de la Universitat de Princeton. El 1987, Mann va començar a ensenyar a la University of Pennsylvania Law School. És l'autor dels llibres Neighbors and Strangers: Law and Community in Early Connecticut (2001) i Republic of Debtors: Bankrupty in the Age of American Independence (2009).
Està casat amb Elizabeth Warren (nascuda Herring), senadora sènior dels Estats Units per Massachusetts i exprofessora de dret. Warren va anunciar la seva candidatura a la presidència dels Estats Units el desembre de 2018.

## Guardons
- Premi SHEAR de llibre de la Societat d'Historiadors dels inicis de la República Americana.[3]
- Premi Littleton-Griswold de l'Associació Històrica Americana.[3]
- Premi J. Willard Hurst de l'Associació de Dret i Societat.[3]